# Nrpendradevi av Sambhupura
Nrpendradevi av Sambhupura var regerande drottning av Sambhupura-Chenla (nuvarande Kambodja) vid 700-talets mitt.
Hon var dotter till drottning Indrani av Sambhupura och kung Pushkaraksha och gifte sig med sin brorson prins Rajendravarman.
Hon efterträdde sin mor Indrani, och efterträddes av sin dotter Jayendrabha av Sambhupura.